# Arnold Lentzen
Josef Arnold Lentzen, auch Arnolf Lentzen (* 30. Juni 1902 in Aachen; † 1956) war ein deutscher politischer Funktionär und SA-Führer, zuletzt im Rang eines SA-Brigadeführers. Er war unter anderem Gebietskommissar in Kaunas-Land während des Zweiten Weltkriegs.

## Leben und Wirken
Lentzen besuchte in seiner Jugend die Oberrealschule bis zur Untersekunda und anschließend eine kaufmännische Privatschule. Danach arbeitete er im Bäckereigeschäft seiner Eltern und später nacheinander als Monteur, Volontär, Rennfahrer und Fahrlehrer im In- und Ausland.
Nach dem Ersten Weltkrieg gehörte Lentzen dem Freikorps Hauenstein an, mit dem er sich  am Grenzschutz in Oberschlesien beteiligte. Nachdem er im Mai 1923 eine Hitler-Rede gehört hatte, trat er erstmals der NSDAP bei. Im November 1923 nahm er am Münchener Hitlerputsch teil.
Von 1924 bis 1927 war Lentzen im Völkischen Wanderbund aktiv. Zum 1. Januar 1931 trat er dann erneut der neu gegründeten NSDAP bei (Mitgliedsnummer 434.748). Zur selben Zeit wurde er Mitglied der SA. In dieser avancierte er rasch vom einfachen SA-Mann im Aachener Sturm 16 zum Scharführer und dann zum Truppführer befördert. Am 22. September 1931 wurde er mit der Führung des SA-Sturmes 21 in Düren beauftragt, bevor er zum 1. September 1932 den SA-Sturmbann IV/25 und am 9. November 1933 die SA-Standarte 161 in Düren übernahm.
Am 15. September 1935 wechselte Lentzen nach Düsseldorf und von dort als Chef der Abteilung „Organisation der Kampfspiele der OSAF“ in die Oberste SA-Führung. In dieser Stellung wurde er zum SA-Oberführer befördert.
Nach Beginn des Zweiten Weltkriegs wurde er im Oktober 1939 der Gruppe Ostland zugewiesen. Lentzen amtierte innerhalb der deutschen Zivilverwaltung für die besetzten Ostgebiete von August 1941 bis Sommer 1944 als Gebietskommissar für die Region – nicht aber die Stadt – Kaunas. In dieser Eigenschaft „regierte“ er gut 700.000 Menschen, die innerhalb seines Zuständigkeitsgebietes ansässig waren. In der SA erhielt Lentzen 1943 den Rang eines Brigadeführers.